# Jan Cornelis Kluyver

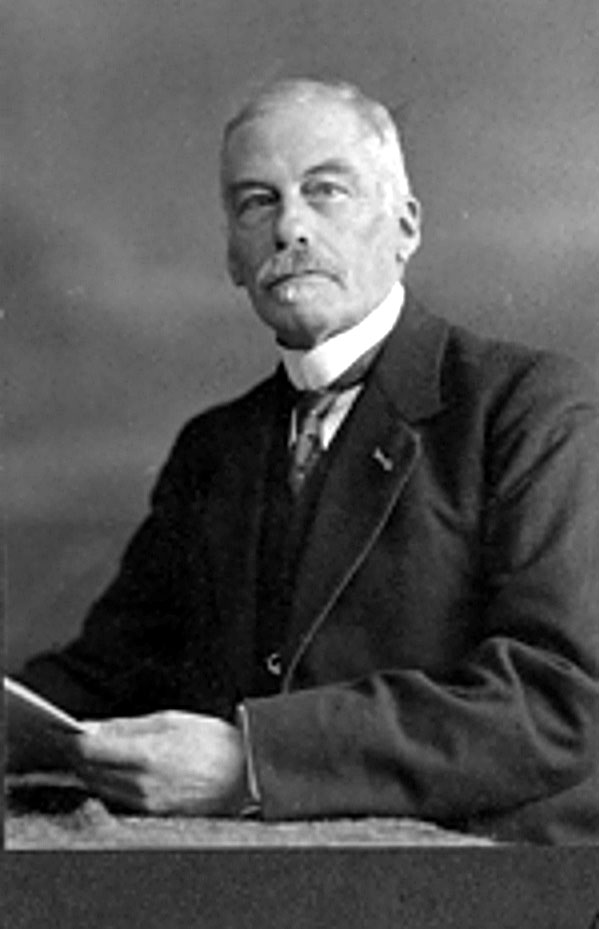
Jan Cornelis Kluyver

Jan Cornelis Kluyver auch: Kluijver (* 2. Mai 1860 in Koog aan de Zaan; † 31. Dezember 1932 in Leiden) war ein niederländischer Mathematiker.

## Leben
Jan Cornelis war der Sohn des Albert Kluyver (* um 1831; † 16. Dezember 1893 in Koog aan de Zaan) und der Neeltje Dekker (* um 1831 in Wormerveer; † 5. August 1909 in Leiden). Er besuchte die höhere Bürgerschule in Zaandam und absolvierte dort 1876 sein Abschlussexamen. 1877 wurde er Student an der polytechnischen Schule Delft und erreichte dort 1881 seinen Abschluss als Zivilingenieur. Ab November 1881 wirkte er als Mathematiklehrer an der Höheren Bürgerschule (HBS) in Breda und ab Februar 1891 als Lehrer an der Höheren Bürgerschule in Amsterdam. Am 28. Juni 1892 wurde er als Professor für Mathematik an die Universität Leiden berufen, welche Aufgabe er am 28. September 1892 mit der Einführungsrede Beschouwingen over de nieuwere Algebra begann.
Er lehrte Algebra, Analysis, Funktionentheorie und Wahrscheinlichkeitsrechnung und befasste sich zudem mit Differentialgeometrie und Zahlentheorie. Mit Korteweg und Schoute modernisierte er den Mathematikunterricht in den Niederlanden. Er gab unter anderem eine Formel für die Euler-Mascheroni-Konstante und eine Formel, die die Stieltjes-Konstanten durch Bernoulli-Polynome ausdrückt. 1905 gab er eine Lösung des Problems von Karl Pearson (gestellt in Nature 1905) über die radiale Wahrscheinlichkeitsverteilung eines Zufallspfads in zwei Dimensionen nach n Schritten.
1896 wurde er Ehrendoktor an der Universität Groningen, 1897 wurde er Mitglied der königlich niederländischen Akademie der Wissenschaften und wurde Ritter des Ordens von niederländischen Löwen. Zudem beteiligte er sich 1909/10 als Rektor der Leidener Hochschule auch an deren organisatorischen Aufgaben, wozu er am 8. Februar 1910 die Rektoratsrede De gestadige vervorming der Wiskunde (frei Deutsch übersetzt: Die stetige Veränderung der Mathematik) hielt. Zu seinen Doktoranden zählen Hendrik Kloosterman und Johannes van der Corput. Kluyver war Herausgeber des Nieuw Archief voor Wiskunde. Als 70-Jähriger wurde er am 15. September 1930 emeritiert.

## Familie
Kluyver verheiratete sich am 27. Dezember 1883 in Koog aan de Zaan mit Marie Honigh (* um 1859 in Zaandijk; † 31. Dezember 1928 in Leiden), die Tochter des Adriaan Cornelis Honigh und der Clasina Dekker. Aus der Ehe stammen Kinder. Von diesen kennt man:
- Albert Jan Kluijver (* 3. Juni 1888 in Breda; † 14. Mai 1956 in Delft), wurde ebenfalls Professor, verheiratet am 29. Juli 1916 mit Helena Johanna Lutsenburg Maas
- Clasina Albertina Kluijver (* 23. September 1884 in Breda; † 7. Oktober 1974 in Den Haag) verheiratet am 17. Oktober 1907 (geschieden 2. Februar 1920) mit Benjamin de Jong van Beek en Donk
- Nelly Margaretha Maria Kluyver (* 4. Juli 1891 in Amsterdam) verh. 8. Oktober 1913 in Leiden Adrianus Pijper (* 11. März 1886 in Kimswerd; † 12. Januar 1964 in Pretoria)
- Marie Johanna Kluyver (* 17. Juni 1894 in Leiden) verheiratete sich am 7. Mai 1918 in Leiden mit Abraham Everardus Jacob Simon Thomas (* 9. März 1892 in Leiden).